# Архиепархия Банги
Архиепархия Банги (лат. Archidioecesis Banguensis) — архиепархия Римско-Католической церкви c центром в городе Банги, Центральноафриканская Республика. Юрисдикция архиепархии Банги распространяется на префектуру Омбелла-Мпоко. В митрополию Банги входят епархии Алиндао, Бамбари, Бангасу, Берберати, Босангоа, Буара, Кага-Бандоро, Мбаики. Кафедральным собором архиепархии Банги является церковь Непорочного Зачатия Пресвятой Девы Марии.

## История
8 мая 1909 года была учреждена апостольская префектура Убанги-Шари путём её выделения из апостольского викариата Верхнего Французского Конго (сегодня — Архиепархия Браззавиля).
2 декабря 1937 года Римский папа Пий XI издал буллу Si christiana res, которой возвёл апостольскую префектуру Убанги-Шари в ранг апостольского викариата.
28 мая 1940 года апостольский викариат Убанги-Шари передал часть своей территории в пользу возведения новой апостольской префектуры Берберати (сегодня — Епархия Берберати) и одновременно изменил название на апостольский викариат Банги.
28 мая 1940 года апостольский викариат Банги передал часть своей территории в пользу возведения новой апостольской префектуры Бангасу (сегодня — Епархия Бангасу).
14 сентября 1955 года Римский папа Пий XII издал буллу Dum tantis, которой возвёл апостольский викариат Банги в ранг архиепархии.
18 декабря 1965 года, 10 июня 1995 года и 28 июня 1997 года архиепархия Банги передала часть своей территории в пользу возведения новых епархий Бамбари, Мбаики и Кага-Бандоро.

## Ординарии архиепархии
- священник Pietro Cotel C.S.Sp.[1] (1909—1915);
- священник Giovanni Calloch C.S.Sp. (1915—1927);
- епископ Марсель-Огюст-Мари Гранден C.S.Sp. (2.05.1928 — 4.08.1947);
- архиепископ Жозе Кушеруссе C.S.Sp. (9.04.1948 — 16.09.1970);
- архиепископ Иоахим Н’Дайен (16.09.1970 — 26.07.2003);
- архиепископ Полен Помодимо (26.07.2003 — 26.05.2009);
  - Sede vacante (2009—2012)
- кардинал Дьёдонне Нзапалаинга C.S.Sp. (14.05.2012 — по настоящее время).